# Latindex
Latindex (Système Régional d’Information en Ligne pour les Revues Scientifiques d’Amérique latine, Caraïbes, Espagne et Portugal) est un système d’information académique, gratuit, à but non lucratif, spécialisé sur les revues académiques éditées en Amérique ibérique et lusophone; il offre également de l’information sur des revues latino américanistes éditées en dehors de la région. Le système est basé sur le fruit de la coopération entre différentes institutions de 23 pays.

## Historique
Latindex a ses racines dans les recommandations émises lors du premier atelier sur les publications scientifiques en Amérique latine, qui s'est tenue en 1994 à Guadalajara, Mexique, qui a montré clairement l'absence d'un système d'information approprié pour les revues à caractère scientifique et universitaire des pays de langue castillane et portugaise. 
Latindex a commencé à se développer à l'Université Nationale Autonome du Mexique (UNAM), vers la fin 1995. Lors de sa conception, il a été décidé que l’élément indispensable du système serait son caractère régional et coopératif, n’étant pas centralisé dans une institution ou un pays particulier, il fonderait donc sa force dans le partage du travail et la proximité des sources qui génèrent ou distribuent des données sur les revues. La réunion de mise en place du réseau de Latindex a eu lieu à l'UNAM en février 1997, en présence des quatre pays fondateurs représentés par les institutions suivantes :
l’Institut Brésilien d’Information en Science et Technologie (Brésil), l'Institut de l'information scientifique et technologique (Cuba), l'Institut Vénézuélien de Recherches Scientifiques (Venezuela) et l'Université Nationale Autonome du Mexique.
La première version du projet couvrait le périmètre latino-américain et portait le nom d’Index Latino-américain des Publications Scientifiques en Série. Avec l'intégration en 1998, de l'Espagne et du Portugal, le système évolua vers son nom et sa couverture actuelle.

## Produits
Latindex propose quatre bases de données de revues universitaires éditées en Amérique latine, Espagne, Portugal et Caraïbes:
1. L’Annuaire. Disponible depuis 1997, il recense les revues à contenu scientifique éditées dans les pays de cette région. Chaque notice comporte les données basiques d’identification de la revue, tels que le titre, l’année d’édition, l’éditeur (institution), la discipline, le tirage, le prix, ainsi que des informations de contact. En octobre 2012, il y avait 21 000 revues enregistrées (vivantes ou mortes) éditées dans 32 pays et territoires. L’annuaire comprend également des revues éditées par des organismes internationaux dont les pays d’Amérique latine peuvent être membres, comme l’Organisation des États Américains (OEA), l’Organisation des États Iberoaméricains pour l’Éducation, la Science et la Culture (OEI) ou l’Institut Panaméricain d’Histoire et Géographie (IPGH), entre autres. De plus, il intègre sous l’intitulé “Latino-américanistes ” des revues dont les contenus portent sur l’Amérique latine mais qui sont éditées dans des pays européens.

1. Catalogue. Disponible depuis 2002, le Catalogue est un sous-ensemble des revues recensées dans l’Annuaire. Seules les revues, qui remplissent une quantité minimum de caractéristiques éditoriales établies par le Système au moyen de l'application de critères de qualité éditoriale, font partie du Catalogue. Le Catalogue n’a pas été conçu comme un instrument d’évaluation à proprement parler, mais plutôt comme un service de référence spécialisé sur la qualité éditoriale de chaque revue. En octobre 2012, le catalogue répertorie plus de 6 400 titres.

1. Revues électroniques. Également disponible depuis 2002, cette base de données permet la localisation automatique des titres de revues appartenant à l’Annuaire et possédant une version en ligne et informations sur le type d’accès, les formats de présentation et sa couverture temporelle, et offre un lien vers l’URL de la revue et l’accès au texte intégral des articles. En octobre 2012, cette base recense plus de 4 700 titres.

1. Portail de portails. C’est un méta portail, créé en 2011, recensant et donnant accès aux contenus d'une sélection de revues universitaires latino-américaines disponibles auprès de 18 bibliothèques virtuelles ou portails créés dans la région par diverses institutions : Dialnet, e-Revistas, Lamjol, Pepsic, Racó, Redalyc, Revistas de la Universidad de Chile, Portal de Revistas Científicas y Arbitradas de la UNAM, Saber ULA, UFPR et certains sites nationaux du réseau SciELO: Argentine, Brésil, Chili, Colombie, Cuba, Espagne, Mexique et Pérou. En octobre 2012, il offre plus de 1 200 000 articles en texte intégral issus de plus de 3 000 revues en Libre accès. Les portails participants utilisent le moteur OA Harvester 2 développé par le Public Knowledge Project permettant le moissonnage des métadonnées. Il est disponible depuis le site web Latindex ou à l’adresse URL : http://www.latindex.ppl.unam.mx/

## Usagers
Les utilisateurs de Latindex sont principalement des éditeurs, des bibliothécaires et des professionnels de l'information, administrateurs scientifiques et universitaires intéressés par la documentation scientifique, l’industrie éditoriale et les revues universitaires latino-américaines. Cependant, le Portail de portails, est plutôt destiné aux chercheurs, enseignants et étudiants.
Latindex est une ressource utile pour obtenir des documents relatifs aux revues scientifiques, comme le Guide pour les publications scientifiques ou bien, L’édition de revues scientifiques : guide de bonnes pratiques. Sont également à disposition une série de présentations PowerPoint des différents ateliers et des séminaires pour les éditeurs organisés par Latindex dans plusieurs pays de la région, ainsi qu’une rubrique d’actualités, constamment mise à jour, et se référant à des événements pertinents pour les éditeurs, les professionnels de la bibliothèque et de l'information et le public intéressé par l’avenir de la revue scientifique dans la région et dans le monde.

## Institutions
La coordination générale du système est assurée par le Département de Bibliographie Latino-américain, Sous-direction des Services d'information Spécialisée, Direction Générale des bibliothèques (DGB) de l'Université Nationale Autonome du Mexique (UNAM). Le support informatique, le développement du site web et du système de saisie des données en ligne est géré par la Direction Générale de l'Informatique et des Technologies de l'Information et de la Communication (DGTIC) de l'UNAM. Il y a une institution responsable par pays participant :
Argentine
- Consejo Nacional de Investigaciones Científicas y Técnicas (CONICET)
- Centro Argentino de Información Científica y Tecnológica (CAICyT)

Bolivie
- Viceministerio de Ciencia y Tecnología

Brésil
- Instituto Brasileño de Información en Ciencia y Tecnología (IBICT)

Chili
- Comisión Nacional de Investigación Científica y Tecnológica (CONICyT)
- Departamento de Información

Colombie
- Instituto Colombiano para el Desarrollo de la Ciencia y la Tecnología "Francisco José de Caldas" (COLCIENCIAS)

Costa Rica
- Universidad de Costa Rica

Cuba
- Instituto de Información Científica y Tecnológica (IDICT)
- Biblioteca Nacional de Ciencia y Tecnología (BNCT)

Équateur
- Fundación para la Ciencia y la Tecnología (FUNDACYT)

El Salvador
- Universidad Tecnológica de El Salvador
- Sistema Bibliotecario

Espagne
- Consejo Superior de Investigaciones Científicas (CSIC)
- Instituto de Estudios Documentales sobre Ciencia y Tecnología (ex-CINDOC)

France
- [Réseau européen d’information et documentation sur l’Amérique latine]

Guatemala
- Universidad de San Carlos de Guatemala
- Biblioteca Central

Honduras
- Universidad Nacional Autónoma de Honduras
- Dirección Ejecutiva de Gestión de Tecnología

Mexique
- Universidad Nacional Autónoma de México (UNAM)
- Dirección General de Bibliotecas
- Dirección General de Cómputo y de Tecnologías de Información y Comunicación
- Instituto de Física

Nicaragua
- Consejo Nacional de Universidades
- Universidad Nacional Agraria

Panama
- Universidad de Panamá
- Sistema de Bibliotecas

Paraguay
- Universidad Nacional de Itapúa
- Centro de Recursos de Información

Pérou
- Consejo Nacional de Ciencia y Tecnología (CONCYTEC)
- Centro Nacional de Documentación e Información Científica y Tecnológica (CENDICYT)

Portugal
- Ministério da Ciência, Tecnologia e Ensino Superior (MCTES)
- Fundación para la Ciencia y la Tecnología
- Serviço de Informação e Documentação

Porto Rico
- Universidad de Puerto Rico
- Escuela Graduada de Ciencias y Tecnologías de la Información

République dominicaine
- Universidad APEC (UNAPEC)

Uruguay
- Universidad de la República
- Facultad de Medicina
- BINAME/CENDIM

Venezuela
- Ministerio del Poder Popular para Ciencia y Tecnología
- FONACIT - Centro de Documentación

Selon un accord conclu en 2005, le REDIAL (Réseau européen d’information et documentation sur l’Amérique latine) basé en France, est l'organisme responsable de la saisie et mettre à jour les revues latino-américanistes dans le système Latindex.

## Réunions techniques
Depuis 1997, 21 réunions techniques ont eu lieu dans les différents pays participants :
- I. Universidad Nacional Autónoma de México, Ciudad de México, 17 et 18 de février 1997.
- II. Instituto de Información Científica y Técnica. La Habana, Cuba. 15 et 16 octobre de 1997.
- III. Universidad Nacional Autónoma de México. Guadalajara, México. 30 de novembre et 1º. de décembre  1997.
- IV. Universidad Nacional Autónoma de México, Ciudad de México, 26 au 28 de août 1998.
- V. Consejo Nacional de Investigaciones Científicas y Tecnológicas (CONICIT). Caracas, Venezuela. 28 au 30 de novembre 1999.
- VI. Fundação para a Ciência e a Tecnologia. Lisboa, Portugal, 14 au 16 février 2001.
- VII. Centro Argentino de Información Científica y Tecnológica (CAICYT). Buenos Aires, Argentina, 25 au 27 de novembre 2001.
- VIII. Universidad de Puerto Rico, San Juan, 10 au 13 de septembre 2002.
- IX. Consejo Superior de Investigaciones Científicas, Madrid, España. 6 et 7 de octobre 2003.
- X. Universidad de Costa Rica, San José, 18 au 20 de octobre 2004.
- XI. Universidad Mayor de San Andrés, La Paz, Bolivia. 9 au 11 de novembre 2005.
- XII. Universidad Nacional Autónoma de México, México, D.F., 18 au 20 de octobre 2006.
- XIII. Centro Argentino de Información Científica y Tecnológica (CAICYT), Buenos Aires, Argentina, 4 au 6 de octobre 2007.
- XIV. Universidad de Panamá, Ciudad de Panamá, 10 au 12 de octobre 2008.
- XV. Universidad de Costa Rica, San José, 8 au 10 de octobre  2009.
- XVI. Universidad Nacional Agraria de Nicaragua, Managua, Nicaragua, 20 au 22 de octobre 2010.
- XVII. Universidad APEC, Santo Domingo, República Dominicana, 21 au 23 de septembre 2011.
- XVIII. Instituto Brasileiro de Informação em Ciência e Tecnologia, Brasilia, Brasil, 11 au 13 de juin 2012.
- XIX. Universidad Nacional Autónoma de México, México, D.F., 22 au 24 de août 2013.
- XX Universidad de Panamá, du 24 au 26 septembre 2014
- XXI. Consejo Superior de Investigaciones Científicas, Madrid (Espagne). du 29 septembre au 2 octobre 2015

## Financement
Le développement du système de Latindex repose principalement sur les ressources propres des institutions participantes. Pour les activités spécifiques, des aides ont été obtenues de l'UNESCO (secteur Science-Paris et Bureau régional Montevideo); du Conseil International pour la Science (ICSU Press); de l'Académie des Sciences du Tiers Monde (TWAS); de l'Organisation des États américains|Organisation des États Américains (OEA), de l’International Network for the Availability of Scientific Publications (INASP) et du Consejo Nacional de Ciencia y Tecnología] (CONACYT) Mexique.

## Prix et récompenses
Le prix Álvaro Pérez-Ugena pour la diffusion scientifique en communication, a été décerné par la Universidad Rey Juan Carlos d'Espagne à travers son École des Sciences de la Communication et la Société Latine de Communication Sociale, et remis au 3e Congrès International de l'Amérique de la Communication Sociale, à Tenerife, Espagne en décembre 2011. Ce prix récompense le groupe de travail de l'Université Nationale Autonome du Mexique (UNAM) pour la création de Latindex.